# Szombathely
Szombathely [sombat-hej] (latinsky Savaria, německy Steinamanger, dříve česky též Kamenec) je město v západním Maďarsku poblíž maďarsko-rakouské hranice. Je hlavním městem župy Vas a současně sídlem okresu Szombathely. Nachází se v neformálním regionu Alpokalja, jehož je největším městem. Bývá občas označováno za „královnu západu“. Žije zde přibližně 78 tisíc obyvatel. Protéká jím potok Perint. 

## Název
Stejně jako v případě řady dalších měst, které se nachází v oblasti bývalých Uher mají Szombathely v názvu den v týdnu, kdy se zde pořádaly trhy. Obdobně jako v případě měst Rimavská Sobota, Subotica nebo Murska Sobota zde maďarské Szombat- označuje sobotu.
Německý název Steinamanger či Stein am Anger odkazuje na kameny v poli, nejspíše pozůstatky některých římských staveb, které zde byly v období raného středověku přítomné. Odtud bylo město přejato i dříve do češtiny jako Kamenec. V jihoslovanských jazycích se také objevuje i fonetický přepis maďarského jména (např. Sambotel v chorvatštině apod.), nebo doslovný překlad v podobě Subotište. 
Latinský název Savaria odkazuje na původní název potoka Gyöngyös, který byl v latině znám jako Sibaris. V německém jazyce se potok dodnes jmenuje Zöbern.

## Geografické poměry a klima
Szombathely se nachází na samém západním okraji Panonské nížiny. Leží 110 km jižně od Bratislavy i Vídně, 185 km západně od Budapešti, 90 km východně od Grazu (Štýrského Hradce) a 160 km severně od Záhřebu v Chorvatsku. Městem protéká řeka Gyöngyös, a to v severo-jižním směru.
Průměrně nejchladnějším měsícem zde je leden a nejteplejším červenec. Teploty kolísají v průměru o 20,6 °C. Průměrné roční srážky na území města činí 590 milimetrů. Méně prší v zimě a více naopak v letních měsících. Sluneční svit dosahuje hodnoty 1850 hodin ročně, 240 hodin měsíčně je v letních a 50–70 hodin v zimních měsících.

## Historie

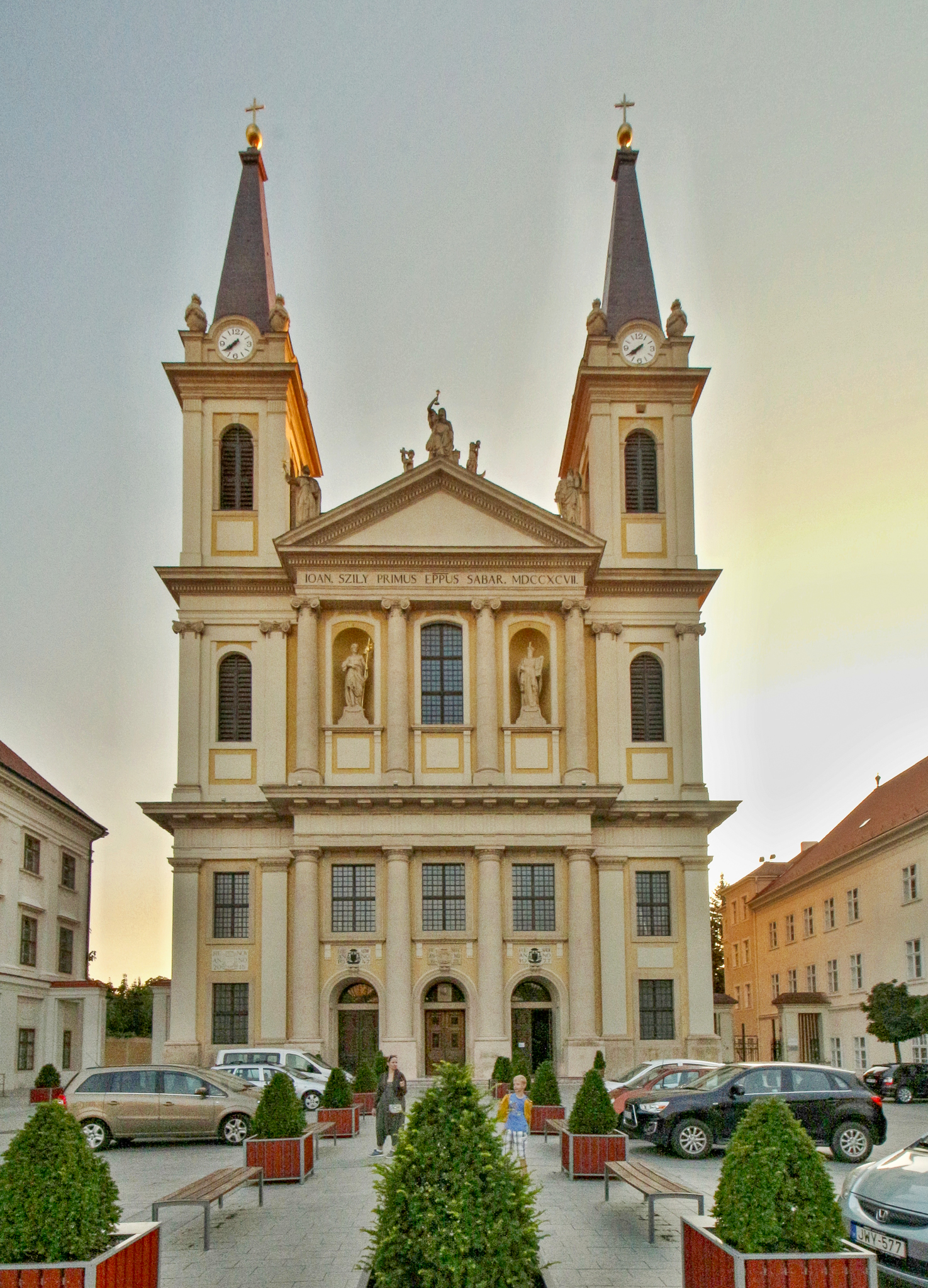
Katedrála Navštívení Panny Marie v roce 2019

Starověká Savaria byla původně významným střediskem římské provincie Pannonia. Založili ji Římané v roce 45, a proto je město Szombathely někdy označována za nejstarší sídlo na území Maďarska. V roce 43 získala statut colonia. Mělo vlastní lázně, amfiteátr a v jeho blízkosti vedla tzv. jantarová stezka. Postupně však upadala, v roce 441 ji poškodil vpád cizích vojsk – vyplenili ji Hunové. Roku 458 byla silně poničena zemětřesením.
Ve městě se údajně narodil svatý Martin. I přes nástup středověku a období temna nebylo město opuštěno. Vždy zde žili lidé. Původní velkolepé římské domy, které byly zničeny, nahradily méně výstavní, nicméně funkční budovy. latinsky mluvící obyvatelstvo se ze strachu z neustálých vpádů vystěhovalo do oblasti dnešní Itálie. Na jejich místo se dosídlili Gótové a Langobardi, kteří se po vpádech v lokalitě usidlovali.
Během Stěhování národů do zdejší oblasti pronikli Slované. V roce 805 Karel Veliký poznamenal, že v tomto kraji žijí Avaři. V roce 860 král Ludvík II. Němec daroval město salcburskému arcibiskupství. Později zde Slovany v 10. století vytlačili předchůdci současných Maďarů. V roce 1009 bylo město dle dobových záznamů administrativně převedeno pod diecézi v Győru. Město těžce poškodila mongolská invaze do Evropy v roce 1241.
Ve 13. století se objevuje zmínka o sídle s názvem "Stein am Anger", která měla být v majetku biskupů z Győru. V roce 1407 obdrželo místo městská práva. Ke konci 16. století sem byla přestěhována Vasvárská kapitula a později se město stalo se stalo sídlem župy Vas. Okolí hradu se rozšířilo o nové domy. Přibyly také jezuitské školy. V závěru 17. století se městu vyhnuly větší pochody osmanské armády směrem na Vídeň. Szombathely byly tehdy městem dobře opevněným. Nicméně panoval široce rozšířený strach z cizích dobyvatelů, např. nedaleké město Szentgotthárd bylo zcela vyplněno.
V 17. a 18. století se sem dosídlili první Židé. Neměli však povoleno žít s rodinami v opevněném městě; tam mohli jen obchodníci a pouze přes den. Synagoga byla postavena ve městě až roku 1832. Nedaleko Szombathely tak vznikla židovská kolonie s názvem štetl. 
Na počátku 18. století se město přidalo během Rákócziho povstání na stranu uherského bojovníka proti Habsburkům. V roce 1704 bylo okupováno rakouskou armádou, která zde zůstala až do listopadu 1705. V červnu 1710 zasáhla Szombathely epidemie moru, při níž zahynuly 2000 lidí a o šest let později jej poškodil ničivý požár. Ničivé škody znamenaly úpadek města ale ne nadlouho. Bylo rozhodnuto Szombathely dosídlit, a to německými kolonisty. Jednalo se o obyvatele původně z okolí Kőszegu, Rechnitz a Pinkafeldu z dnešního rakouského Burgenlandu. Proto zde ještě po několik desítek let byla přítomná německá populace, než došlo k její asimilaci do maďarského prostředí.
Poté, co zavedla císařovna Marie Terezie povinnou školní docházku v celé Habsburské monarchii, došlo k zvýšení vzdělanosti i zde. Gyorský biskup Ferenc Zichy zde nechal roku 1772 zřídit střední školu. Roku 1777 zde bylo zřízeno biskupství. Nově jmenovaní církevní hodnostáři se podepsali na tehdejší podobě Szombathely. Nechali zbourat původní zámek a místo něj byl vystavěn reprezentativní palác. V roce 1779 byl také dokončen nový župní dům, na jeho výstavbě se podíleli hlavně západoevropští stavitelé.
Na konci května 1809 město obsadila vojska císaře Napoleona; držela jej 110 dní. V roce 1813 poškodila město povodeň a o čtyři roky později také požár. V roce 1831 město zasáhla epidemie cholery. 
V druhé polovině 19. století sem byla zavedena železnice, konkrétně Maďarská západní dráha (maďarsky Magyar Nyugati Vasút). Vlaky začaly jezdit od roku 1872.  Szombathely bylo také jedním z prvních měst na území dnešního Maďarska, kde byla zavedena veřejná doprava omnibusy. Roku 1885 byly nedaleké vesnice Óperint a Szentmárton připojeny k městu. V letech 1895 až 1902 byla zrealizována městská kanalizační síť. Byly také vyasfaltovány první ulice (např. Szily János utca) a chodníky. Inspirací v tomto směru byla Paříž, kde bezprašné silnice byly již nějakou dobu dokončené. O modernizaci města se v této době zasloužil starosta Gyula Éhen. Prostor mezi nádražím, které se nacházelo dále od středu města a historickým jádrem vyplnila čtvrť s pravoúhlými ulicemi, která je dnes známá jako východní staré město (maďarsky Keleti belváros). 
Po první světové válce došlo k změnám hranic. Západní část tehdejšího Uherska byla připojena k Rakousku jako spolková země Burgenland. Nová hranice se nacházela pouhých 10 km západně od Szombathely. V roce 1920 zde vzniklo letiště; vypraven byl první let s poštou do Budapešti. O rok později 1921 se zde potkal svržený rakouský císař Karel I. s Miklósem Horthym. Setkání mělo být přezvěstí chystaného puče, který však dopadl neúspěšně. I přesto byl bývalý císař vřele obyvatelstvem přivítán. 
V meziválečném období byly ve městě postaveny školy (dvě dívčí školy, jedno odborné učiliště) a nemocnice, ubytování pro chudé. Rozvoj města řídil územní plán, který byl přijat v roce 1921. Rozšiřovalo se také území města, v roce 1933 byla např. připojena k městu vesnice Gyöngyösszőllős. Z ekonomického hlediska byl klíčový potravinářský průmysl, z místního závodu se vyvážely potraviny do značné části Evropy.

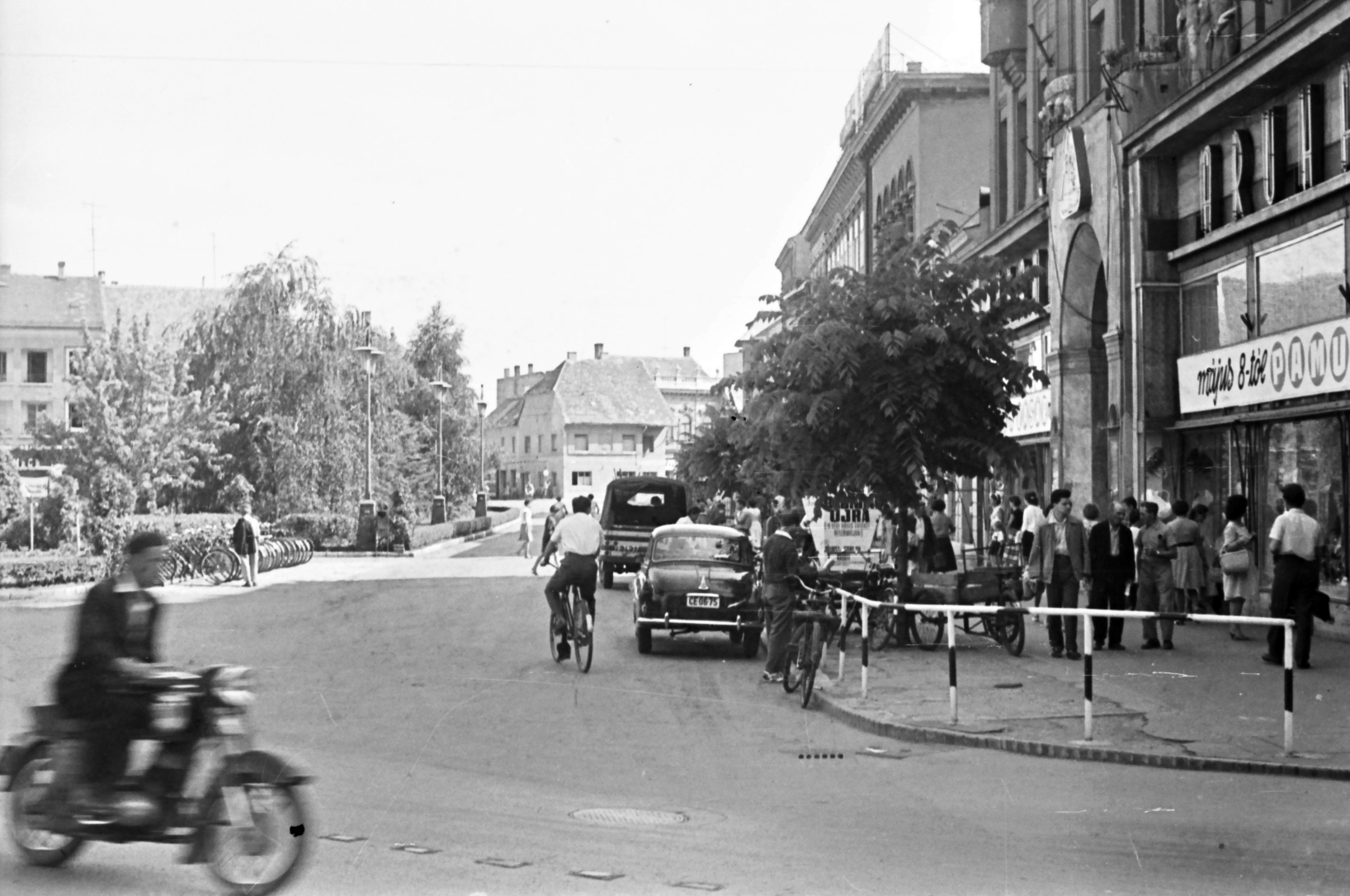
Střed města v 60. letech 20. století

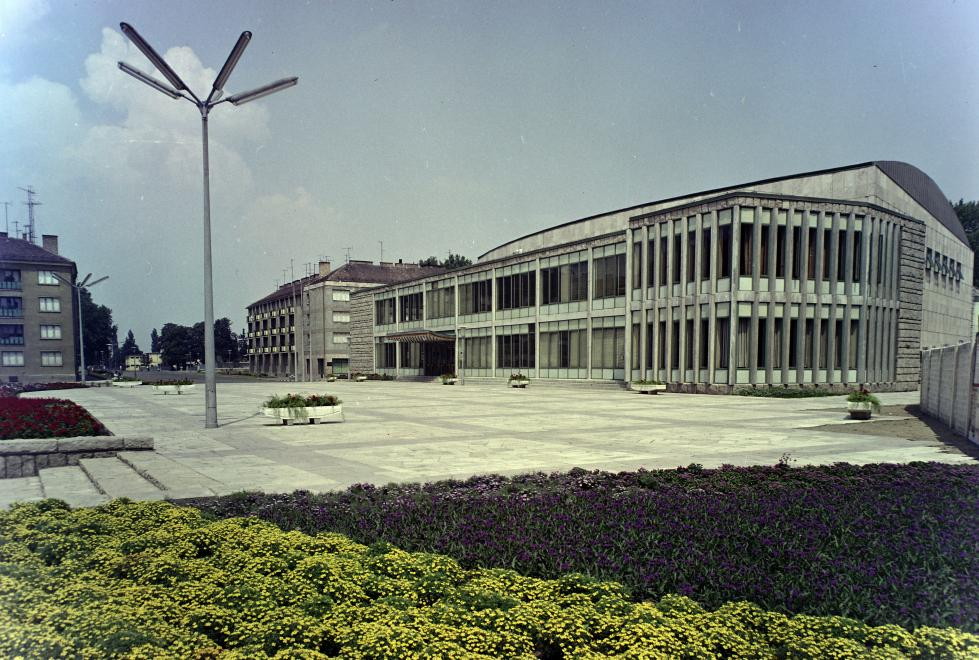
Kulturní a sportovní dům v roce 1961

Během druhé světové války bylo město bombardováno spojeneckým letectvem v letech 1944 a 1945. Ničivý nálet dne 4. března 1945 např. zničil tehdejší budovu radnice, poškodil katedrálu i střed města. Nálety probíhaly výhradně v noci z leteckých základen na území Itálie. Zemřelo přes 400 lidí, poškozena byla většina domů.
Po roce 1945 byl vzhledem k blízkosti železné opony značně omezený kontakt se sousedním Rakouskem. Přerušen byl provoz na obou železničních tratích, které směřovaly do Rakouska a byly odstraněny koleje (jednou z nich byla tzv. Pinkatalbahn). Provoz nebyl obnoven ani po roce 1989.
Uskutečněn byl také rozvoj místního průmyslu. Počet zaměstnaných v továrnách a dalších výrobních závodech se zvýšil z původních tří tisíc v roce 1946 na osm tisíc v polovině 50. let. V letech osmdesátých již v průmyslu pracovalo na dvacet dva tisíc lidí, jednalo se především o lehký průmysl, např. výroba textilních výrobků, bot a potravinářství. Průmyslová zóna vyrostla na východním okraji města, v blízkosti hlavního nádraží. 
V roce 1955 byl proveden rozsáhlý archeologický průzkum v lokalitě dnešních ulic Thökölyho a Rákocziho, který odhalil základy řady antických objektů. Roku 1950 bylo v souvislosti s celomaďarskou reformou území města administrativně rozšířeno připojením obcí Gyöngyöshermánt, Herényi, Kámon, Olad, Perintet a Szentkirály. V roce 1963 potom odstartovala výstavba prvního většího obytného souboru (sídliště) ve městě.
V centru města došlo v 80. letech 20. století k humanizaci okolí hlavního náměstí; byl vyloučen provoz automobilů a vybudována pěší zóna. Realizován byl obchvat města. Byla otevřena budova Župní knihovny, vybudován krytý bazén a galerie. Elektrifikována byla rovněž i hlavní železniční trať z ze Székesfeherváru.
V roce 1991 navštívil Szombathely papež Jan Pavel II. Tuto událost dnes připomíná pamětní deska v biskupském paláci.
Až do roku 2004 bylo rovněž posádkovým městem maďarské armády. Na počátku 21. století byla obnovena část historického akvaduktu, postaven byl také vítězný oblouk.
V roce 2021 vyhrálo město anketu „nejšťastnějšího města Maďarska“.

## Obyvatelstvo
V roce 2005 zde žilo 80 154 obyvatel dle tehdy platného odhadu. Většina obyvatel je maďarské národnosti, příslušné jsou i národnostní menšiny, které zde mají své kulturní organizace. Jedná se o chorvatskou, romskou, německou a slovinskou menšinu. V roce 2011 se ve sčítání lidu přihlásilo k německé národnosti 2 % obyvatel a k romské národnosti 0,77 %. 
Dle sčítání lidu roku 2011 byl podíl mladších 19 let v populaci 19 % a podíl starších 60 let 25 %. Poměr pohlaví je nevyrovnaný, na tisíc mužů připadá 1111 žen. V roce 2017 činila průměrná délka života při narození u mužů 71,4 let a u žen 79,8 let.
Více než 3/4 obyvatelstva se hlásí k římskokatolické církvi, 3,5 % ke kalvinismu, 2,7 % k luteránství a 0,3 % k řeckokatolické církvi. Zhruba deset procent obyvatel odmítlo příslušnost k jakékoliv církvi nebo náboženské organizaci (bez vyznání).

## Kultura a kulturní památky

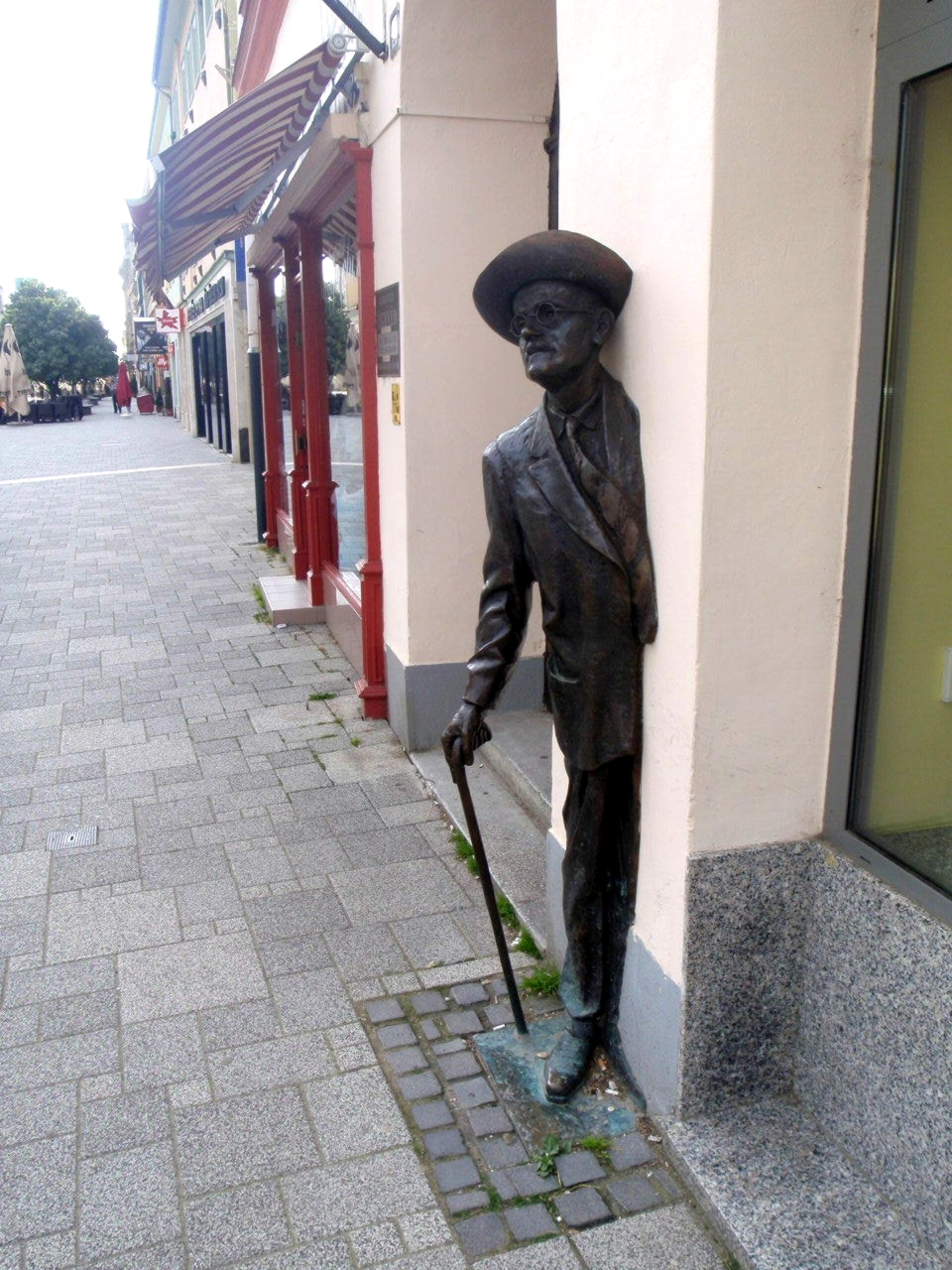
Socha Leopolda Bluma z románu Jamese Joyce Odysseus

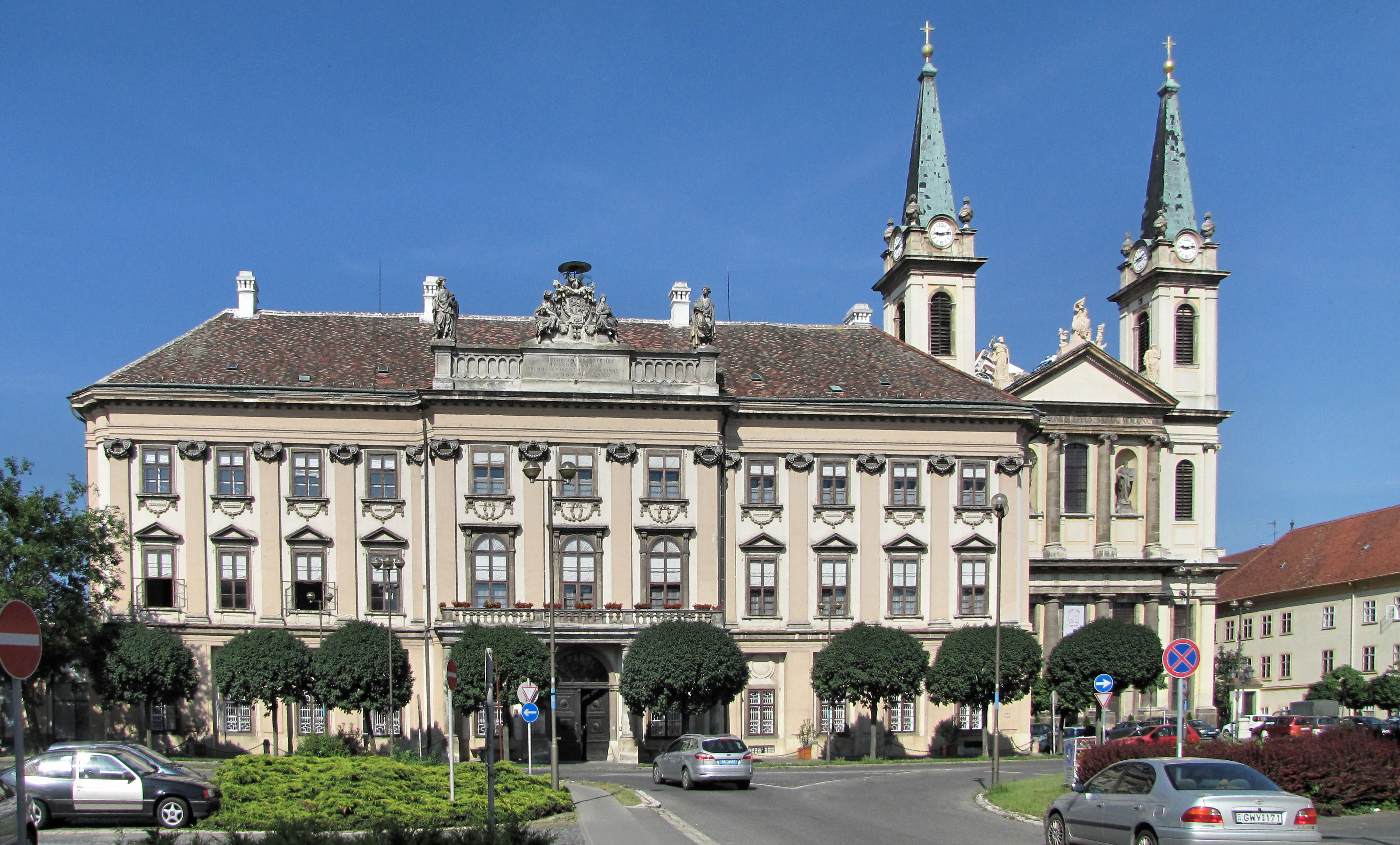
Biskupský palác

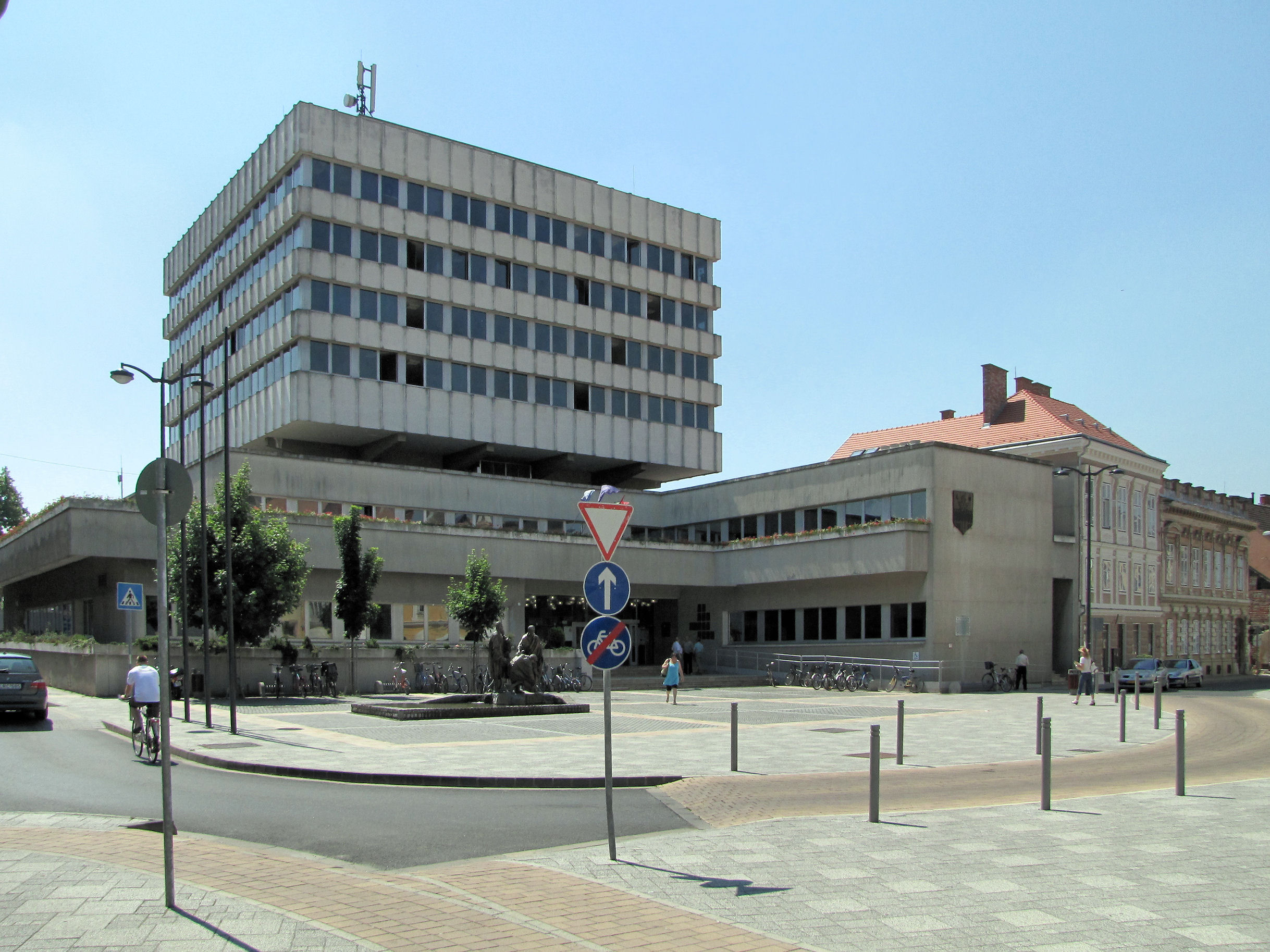
Budova radnice, postavená po 2. světové válce (původní byla zničena během bombardování města)

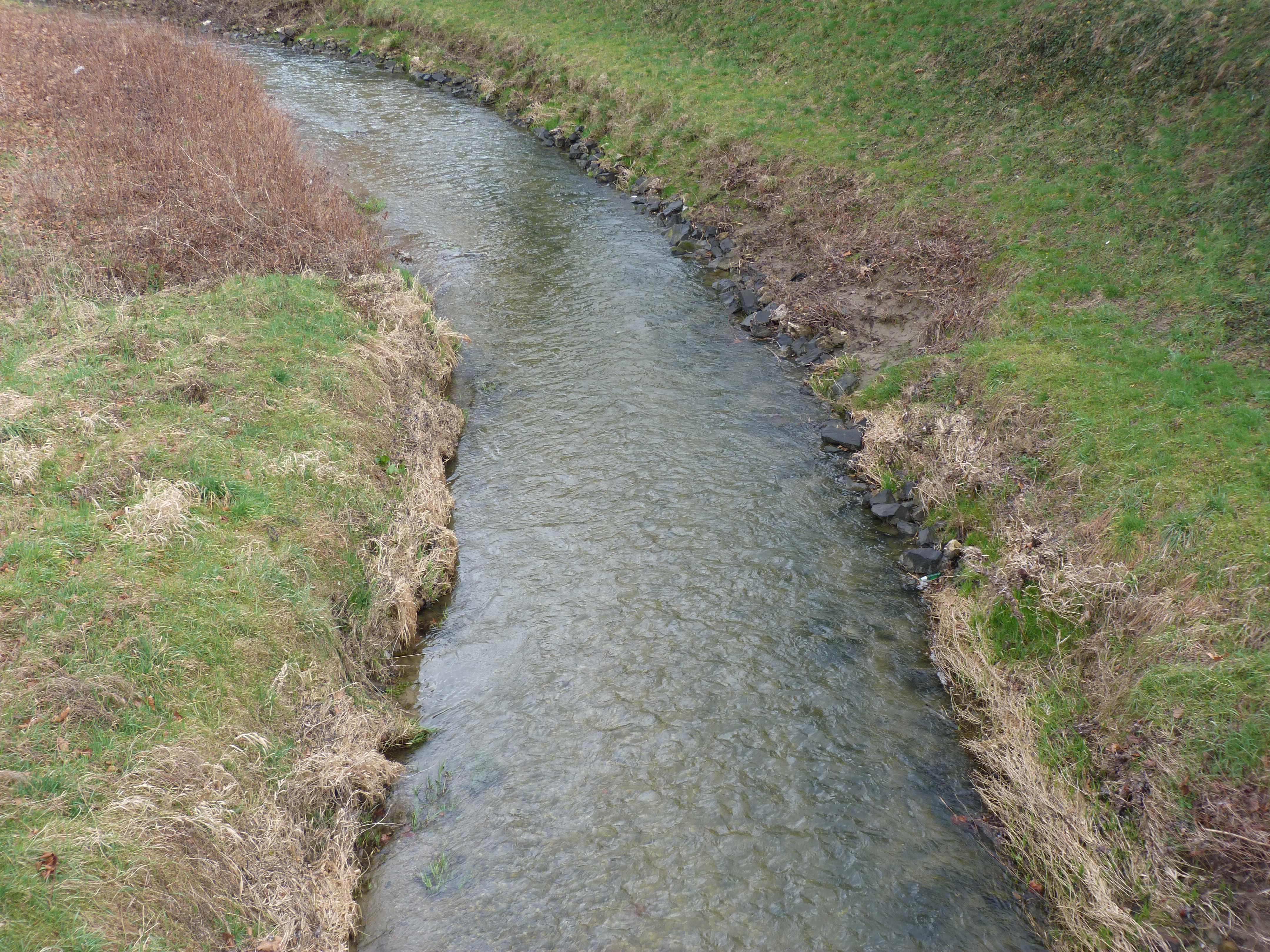
Potok Perint protékající městem

V Szombathely se nachází řada kulturních památek. Mezi hlavní místa lze zařadit např. katedrálu Navštívení Panny Marie; třetí nějvětší chrám svého druhu v Maďarsku s věžemi vysokými 62,5 m, postavený na přelomu 18. a 19. století. Dále zde stojí pravoslavný chrám z roku 1832 nebo synagogu z roku 1881 (slouží jako hala pro filharmonii). Stojí zde také reformovaný (luteránský) kostel a kostel františkánského kláštera.
Řada významných historických domů a výstavních paláců stojí po obou stranách ulice Széll Kálmán utca v již zmíněném Východním starém městě. Mezi ně patří např. Trummerův palác (maďarsky Trummer-palota), nebo Walderův palác (maďarsky Wälder-bérpalota). V Brennerově parku se nachází původní vodárenská věž. Historicky významnou budovou je také župní palác z konce 18. století. Rokokovou architekturu zastupuje dále Eölbeyův palác (maďarsky Eölbey-ház).
Na hlavním náměstí se nachází fontána s Faunem, která byla vybudována při poslední rekonstrukci uvedeného veřejného prostoru. Stojí zde také pamětní kamen sesterských měst.
Poblíž jezera Csónakázó-tó se také nachází skanzen (maďarsky Vasi Múzeumfalu). V centru města stojí při Muzejním parku také Muzeum Savaria, které je věnováno dějinám a životu města, včetně římské doby. Severně od centra města leží divadlo Sándora Weörese. Szombathely má také svoji vlastní městskou galerii (maďarsky Szombathelyi Képtár). Celkem se ve městě nachází zhruba kolem deseti muzeí.
Nachází se zde také několik antických památek, např. studna bohyně Tyché apod. Nalezena zde byla také římská mozaika, která kdysi tvořila podlahu domu.
Ve městě se pravidelně koná historický karneval s názvem Savaria, který odkazuje na dlouhé dějiny města.

## Ekonomika
Szombathely bylo rozsáhleji industrializováno po druhé světové válce. Od té doby se stalo jedním z center maďarského lehkého průmyslu. V roce 1980 v něm bylo zaměstnáno přes dvacet tisíc lidí. Jednalo se především o textilní průmysl; výrobu bavlněných látek, dále potom boty apod. Zastoupen byl i průmysl potravinářský a strojírenství. Po roce 1989 došlo k rozsáhlé změně ekonomické struktury města ve prospěch služeb. Zřízeny byly dvě nové průmyslové zóny: Severní průmyslová zóna a Průmyslová zóna Claudius. Většina průmyslových objektů je nicméně soustředěna na východním okraji města.
Počet zaměstnaných (pracujících) osob se zde pohybuje okolo padesáti tisíc. Míra nezaměstnanosti oscilovala v posledních 20 letech mezi dvěma až pěti procenty.

## Doprava
Železnice byla zavedena do města v roce 1865 z Vídeňského Nového Města. Později byly odsud vybudovány další trati v 70. a 80. letech 19. století. Díky tomu se ze Szombathely stala významná drážní křižovatka. Místní nádraží bylo vybudováno v roce 1900, navrhl jej architekt Gusztáv Posel. Mezi železniční zastávky na území města patří Szombathely-Szőlős.
Prostřednictvím dálnice M86 je město napojeno na maďarskou dálniční síť. Poslední úsek dálnice do města byl dokončen v roce 2016. Má tak nyní přímé spojení s Budapeští a dalšími oblastmi severozápadního Maďarska. Výhledově má být odsud postavena další dálnice do Vídně.[zdroj?] Ze severní, východní a jižní strany existuje silniční obchvat okolo města. Do města vedou silnice celostátního významu č. 86, 87 a 89.
V blízkosti města se nachází i letiště. Na přelomu 40. a 50. let zde byla provozována pravidelná letecká doprava z Budapešti, dnes slouží jen pro potřeby sportovního létání. V roce 2002 se diskutovalo o dalším možném rozvoji letiště, nedošlo však k žádné významnější změně. 
Městskou dopravu zajišťují autobusy. V letech 1895 až 1974 byly v provozu tramvaje, místní síť byla úzkorozchodná. Na počátku 21. století se řešila možnost obnovy tramvaje a případný vznik sítě, který by zasahoval i do několika dalších okolních obcí a měst.
Město má rozsáhlou síť cyklostezek o délce přes 30 km. Cyklostezky spojují jednotlivé části města a turisticky zajímavá místa. Cyklostezky byly vybudovány jako oddělené trasy, někde ale jsou vedeny na chodnících. Akraktivní trasa je vedena po břehu potoka Gyöngyös.

## Sport a rekreace
V Szombathely stojí velký fotbalový stadion (Haladás sportkomplexum, dokončený v roce 2017) a dále sportovní stadion (Arena Savaria s kapacitou 8000 lidí). Poblíž něho existuje také plavecký bazén, dokončený v roce 1981. Město má také vlastní jezdeckou školu.
Západně od města se nachází lesopark (maďarsky Parkerdő). Vedou do něj různé turistické trasy, nachází se tam také chatové oblasti.

## Zdravotnictví
Ve městě se nachází univerzitní nemocnice. Několik menších zdravotnických zařízení nahradila Markuszovského nemocnice v roce 1929, 

## Známé osobnosti
- József Asbóth, vítěz Roland Garros v roce 1947
- Róbert Fazekas, vrhač disku
- Gábor Király, fotbalový brankář
- Paul László, architekt
- Sándor Weöres, maďarský básník
- László Bárdossy[18], maďarský premiér
- László Magyar, cestovatel[4]
- Adrián Annus, vrhač kladiva
- Krisztián Pars, vrhač kladiva
- Nikolett Szabóová, vrhačka oštěpu
- Péter Halmosi, fotbalista
- György Garics, fotbalový brankář
- Eugene Lukacs, statistik
- József Bencsics (* 1933.), maďarský fotbalista
- Stefan Kazó (≈1655–1721), teolog, arciděkan a titulární biskup
- Sándor Weöres[4], básník

## Partnerská města
- Ferrara, Itálie
- Hunedoara, Rumunsko
- Kaufbeuren, Německo
- Kolding, Dánsko
- Kutaisi, Gruzie
- Lappeenranta, Finsko
- Lecco, Itálie
- Maribor, Slovinsko
- Nõmme (Tallinn), Estonsko
- Oberwart, Rakousko
- Ramat Gan, Izrael
- Santiago do Cacém, Portugalsko
- Trnava, Slovensko
- Uzhorod, Ukrajina
- Yantai, Čína
- Joškar-Ola, Rusko

## Zajímavosti
- V 30. letech 19. století zde studoval chorvatský literát a politik Ivan Mažuranić.[19]
- Spisovatel James Joyce sem umístil rodiště Rudolpha Blooma, otce Leopolda Blooma, hlavní postavy svého románu Odysseus. Tuto skutečnost dnes připomíná mimo jiné Joycova socha, která vystupuje ze zdi domu.[2][4]
- Ve městě stojí také nápadný brutalistický památník připomínající 25. výročí osvobození Maďarska od fašismu Rudou armádou.[20][21] Navrhl jej architekt János Heckenas.[22]